# 弗雷德·安东·迈尔
弗雷德·安东·迈尔（挪威語：Fred Anton Maier，1938年12月15日—2015年6月9日），挪威男子速度滑冰运动员。他曾代表挪威参加1964年和1968年冬季奥林匹克运动会速度滑冰比赛，获得一枚金牌、二枚银牌和一枚铜牌。